# Binche-Chimay-Binche 2016
La Binche-Chimay-Binche 2016, nota anche come Mémorial Frank Vandenbroucke, ventesima edizione della corsa, valida come evento dell'UCI Europe Tour 2016 categoria 1.1, si svolse il 4 ottobre 2016 per un percorso di 194,5 km, con partenza ed arrivo a Binche, in Belgio. Fu vinta dal francese Arnaud Démare, al traguardo in 4h32'28" alla media di 42,83 km/h, precedendo il ceco Zdeněk Štybar e il belga Jürgen Roelandts terzo.
Dei 150 ciclisti iscritti furono in 148 a partire e in 119 a completare la gara.

## Squadre partecipanti
| N.    | Cod. | Squadra                    |
| ----- | ---- | -------------------------- |
| 1-8   | BMC  | BMC Racing Team            |
| 11-18 | EQS  | Etixx-Quick Step           |
| 21-28 | LTS  | Lotto-Soudal               |
| 31-38 | FDJ  | FDJ                        |
| 41-48 | TLJ  | Team Lotto NL-Jumbo        |
| 51-58 | IAM  | IAM Cycling                |
| 61-67 | COF  | Cofidis, Solutions Crédits |
| 71-78 | DEN  | Direct Énergie             |
| 81-88 | FVC  | Fortuneo-Vital Concept     |
| 91-98 | ROP  | Roompot Oranje Peloton     |

| N.      | Cod. | Squadra                          |
| ------- | ---- | -------------------------------- |
| 101-108 | TSV  | Topsport Vlaanderen-Baloise      |
| 111-118 | WGG  | Wanty-Groupe Gobert              |
| 121-128 | WBC  | Wallonie Bruxelles-Group Protect |
| 131-138 | CCB  | Color Code-Arden Beef            |
| 141-148 | WIL  | Veranda's Willems Cycling Team   |
| 151-158 | PCW  | T.Palm-Pôle Continental Wallon   |
| 161-168 | VER  | Veranclassic-Ago                 |
| 171-178 | LPC  | Leopard Pro Cycling              |
| 181-188 | AZT  | D'Amico-Bottecchia               |

## Ordine d'arrivo (Top 10)
| Pos. | Corridore           | Squadra        | Tempo    |
| ---- | ------------------- | -------------- | -------- |
| 1    | Arnaud Démare       | FDJ            | 4h32'28" |
| 2    | Zdeněk Štybar       | Etixx          | s.t.     |
| 3    | Jürgen Roelandts    | Lotto-Soudal   | a 2"     |
| 4    | Greg Van Avermaet   | BMC Racing     | s.t.     |
| 5    | Amaury Capiot       | Topsport Vl.   | a 4"     |
| 6    | Timothy Dupont      | Veranda's      | s.t.     |
| 7    | Jens Debusschere    | Lotto-Soudal   | s.t.     |
| 8    | Adrien Petit        | Direct Énergie | s.t.     |
| 9    | Jonas Van Genechten | IAM Cycling    | s.t.     |
| 10   | Oliver Naesen       | IAM Cycling    | s.t.     |